# بزیمیانویه (استان آمور)
بزیمیانویه (به لاتین: Bezymyannoye) یک منطقهٔ مسکونی در روسیه است که در استان آمور واقع شده‌است.